# Riches, Royalty, Respect
Albums de Kool G Rap
Offer You Can't Refuse
(2011)
Riches, Royalty, Respect est le cinquième album studio de Kool G Rap, sorti le 31 mai 2011.

## Liste des titres
| No  | Titre                                                             | Contient un (des) sample(s) de               | Durée |
| --- | ----------------------------------------------------------------- | -------------------------------------------- | ----- |
| 1.  | Pimptro (Produit par Blastah Beatz)                               |                                              | 1:50  |
| 2.  | Ya Chic Chose Me (Produit par The Insurgency)                     |                                              | 3:35  |
| 3.  | In Too Deep (featuring Heather Walker – Produit par DJ Supa Dave) | Whisper de The True Reflection               | 3:13  |
| 4.  | 70's Gangsta (Produit par Leaf Dog)                               |                                              | 3:19  |
| 5.  | Pillow Talk (Produit par DJ Supa Dave)                            |                                              | 2:39  |
| 6.  | The Meaning to Your Love (Produit par LEVEL 13)                   | The Limit to Your Love de Feist              | 2:53  |
| 7.  | Sad (Produit par DJ Supa Dave)                                    | I'm Sad About It de Lee Moses                | 3:09  |
| 8.  | Maggie (Produit par Simply Smashin)                               | Drowning Man de U2                           | 3:52  |
| 9.  | $ Ova Bitches (Produit par Marley Marl)                           | Truly Yours de Kool G Rap & DJ Polo          | 2:41  |
| 10. | G On (Produit par The Insurgency)                                 |                                              | 2:34  |
| 11. | Pages of My Life (Produit par DJ Supa Dave)                       | True Love Don't Grow on Trees d'Helene Smith | 2:38  |
| 12. | Goin In (Produit par Gordon « H.U.M.P. » Humphrey)                |                                              | 4:18  |
| 13. | American Nightmare (featuring Havoc – Produit par The Alchemist)  | A Song for All Seasons de Renaissance        | 3:12  |
| 14. | Da Real Thing (featuring Heather Walker – Produit par LEVEL 13)   | What a Wonderful Thing Love Is d'Al Green    | 3:10  |
| 15. | Harmony Homicide (Produit par Infamous)                           |                                              | 4:31  |